# Tanjung Maria (Dolok Masihul)
Tanjung Maria is een bestuurslaag in het regentschap Serdang Bedagai van de provincie Noord-Sumatra, Indonesië. Tanjung Maria telt 545 inwoners (volkstelling 2010).